# Brafa
Brafa és una entitat esportiva sense ànim de lucre de Nou Barris (Barcelona) que fomenta la pràctica esportiva i l'educació en valors a través de l'esport. Promou la pràctica del futbol, el futbol sala, el bàsquet i fa programes d'iniciació esportiva per nens de 4 a 7 anys.
Va iniciar les seves activitats al barri de la Bordeta el 1954, i el 1971 es va traslladar a les actuals instal·lacions del Districte de Nou Barris, un dels més desfavorits de Barcelona. Des dels primers anys, s'ofereix formació cristiana per les persones que ho desitgen, l'atenció pastoral està confiada a l'Opus Dei. A principis dels anys 80 va impulsar el Centre d'Estudis Esportius, que amb el temps passà a anomenar-se Sports Quality International, que feia cursos de formació relacionats amb la gestió esportiva.
Des del 2016 ha publicat diversos vídeos educatius per conscienciar sobre les conductes violentes i desproporcionades que tenen alguns educadors i pares en el futbol base. Aquests vídeos pretenen ajudar a enfocar correctament la competició esportiva en l’esport formatiu.

## Escola esportiva
L'Escola Esportiva Brafa té un doble objectiu. D'una banda, desenvolupar al màxim les capacitats esportives de cada jove i, d'altra banda, ajudar-lo a adquirir tots els hàbits educatius que comporta la pràctica esportiva. Amb aquesta finalitat es va crear el pla de formació i competències BChampion.

#### Iniciació esportiva (de 4 a 7 anys)
Es combina una metodologia on l'experimentació i el joc ajuden a desenvolupar les destreses bàsiques. L'alumne desenvolupa la creativitat a través de propostes que planteja el professor. El programa està enfocat a desenvolupar la coordinació. Les classes permeten assentar les bases del moviment que, en el futur, permetran al nen relacionar-se amb seguretat i èxit tant en l'àmbit esportiu com en el quotidià. La metodologia fomenta i desenvolupa l'autonomia, la confiança i la seguretat en el nen.

#### Futbol i bàsquet (de 7 a 18 anys)
Aquí es proposen entrenaments dedicats a la millora de la condició física i al perfeccionament tècnic i tàctic individual. Cada equip participa en la competició per transferir aquest aprenentatge a la situació real de joc.

#### Esport inclusiu
La fundació organitza activitats inclusives per a persones amb discapacitat. Actualment, compta amb dos programes per a persones amb discapacitat intel·lectual i un tercer dirigit a nens i nenes amb trastorns de l'espectre autista (TEA).

## Programa Spes
La Fundació Brafa organitza des del 2020 el Programa Spes, adreçat a persones en situació d’atur, risc d’exclusió social o especial vulnerabilitat.
En col·laboració amb nombroses institucions, els participants poden accedir a la pràctica de l’esport de manera gratuïta i rebre un acompanyament personal per intentar millorar la seva situació personal. Amb aquest objectiu, a cada sessió es treballen algunes competències bàsiques. El Programa Spes atén una mitjana de 40 persones cada setmana i ha rebut diversos reconeixements pel seu paper com a motor d’integració social a través de l’esport.

## Pla de formació en competències BChampion
L’any 2020, Brafa va llançar, juntament amb la Facultat d’Educació de la Universitat Internacional de Catalunya (UIC), el programa de formació BChampion, centrat en les vint competències de lideratge, com ara la integritat, el companyerisme, l'esportivitat, la presa de decisions, la iniciativa...
Cada quinze dies es treballa en una sessió teòrica una competència i s’estableixen objectius per a cada participant, de manera que es pugui fer una avaluació al cap de dues setmanes. Aquesta avaluació s’envia a les famílies, que així participen en el procés formatiu.
El pla inclou el material pedagògic necessari per adaptar-lo a cada edat, una base perquè l’entrenador o entrenadora i els esportistes puguin seguir la programació.
El gener de 2023, Brafa va posar BChampion a disposició de tots els entrenadors i entitats esportives a través de la pàgina web, de manera gratuïta i en dos idiomes: castellà i anglès. Actualment, l’utilitzen institucions de diversos països i més de 5.000 esportistes d’arreu del món s’han format amb el programa.

## Campanyes públiques de conscienciació: #noseashooligan
Com a part de la seva missió, Brafa ha impulsat diverses campanyes de conscienciació relacionades amb l’esport i els seus valors. Des del 2016, la fundació ha llançat quinze vídeos de la campanya No siguis hooligan, denunciant la situació de l’esport formatiu, on es viuen situacions de violència per part de jugadors, entrenadors i dels mateixos pares i mares dels jugadors.
Els vídeos de la campanya han arribat a un gran nombre de mitjans de comunicació i s’han difós de manera viral a través de les xarxes socials a Espanya, països de l’Amèrica Llatina i Europa, així com als Estats Units o al Japó.

## Reconeixements
- 2017 Premi de la Federació Catalana de Futbol[6]
- 2003 Premi Jaume Ciurana[cal citació]
- 2009 Premi de la Cambra de Comerç de Barcelona[cal citació]
- 1979 Premi Nacional d'Educació Física, del Consejo Superior de Deportes[7]
- 2025 Premi Nou Barris[8]